# St. Wolfgang (Blöcktach)

St. Wolfgang in Blöcktach

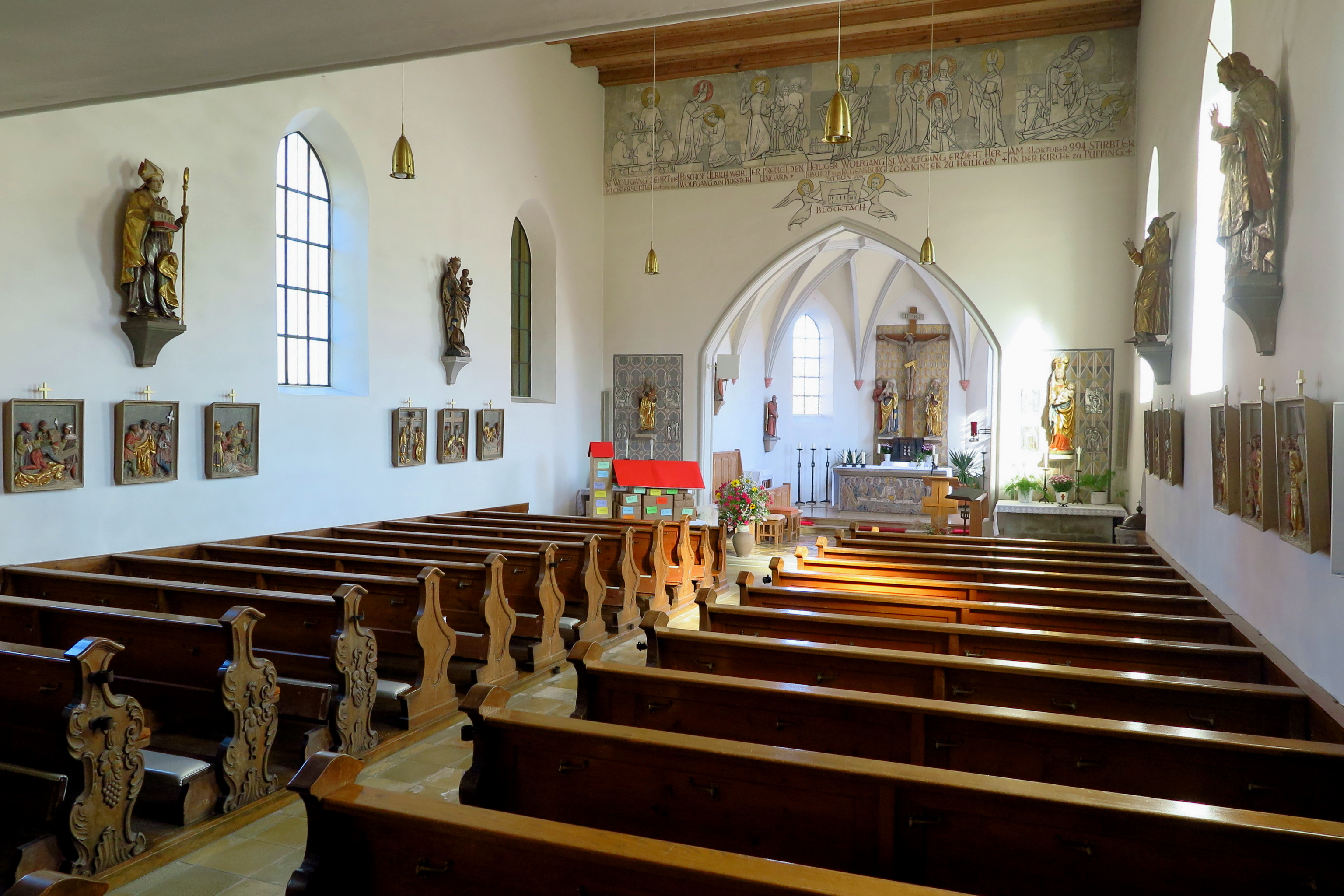
Blick zum Chor

Die römisch-katholische Pfarrkirche St. Wolfgang steht in Blöcktach, einem Gemeindeteil von Friesenried im schwäbischen Landkreis Ostallgäu in Bayern. Das Bauwerk ist  in der Liste der Baudenkmäler in Friesenried als Baudenkmal unter der Nr. D-7-77-128-11 eingetragen. Die Kirchengemeinde gehört zum Dekanat Kaufbeuren des Bistums Augsburg.

## Beschreibung
Die spätgotische Saalkirche wurde 1494 geweiht und ab 1666 in jedem Jahrhundert verändert. Sie besteht aus einem Langhaus, das 1930 nach Westen verlängert wurde, einem eingezogenen Chor mit Fünfachtelschluss im Osten und einem Chorflankenturm an der Nordwand des Chors, der quer mit einem Satteldach bedeckt ist. Seine oberen Geschosse beherbergen die Turmuhr und den Glockenstuhl mit vier Kirchenglocken.
Der Innenraum des Langhauses ist mit einer 1930 eingebauten Holzbalkendecke überspannt, der des Chors mit einem Kreuzrippengewölbe. Die Kirchenausstattung wurde 1960/61 durch Otto Kobel erneuert, zum Beispiel die Kreuzigungsgruppe über dem Altar im Chor. Die Statuen der Maria von etwa 1420 (die älteste Figur der Kirche), die ursprünglich in der Kapelle von Großmederschach stand, und der Anna Selbdritt von 1500/10 blieben erhalten.
Die Orgel mit einem Pedal, zwei Manualen, zehn Registern und 534 Pfeifen wurde 1922 von Albert Moser gebaut, das Gehäuse von der Schreinerei Gast aus dem benachbarten Friesenried.